# Colias eogene
Colias eogene é uma pequena borboleta da família Pieridae, isto é, as amarelos e as brancas, que é encontrada na Índia.